# Östermalm (district)
Östermalm ([œstɛrma´lm]) est un quartier, ancien district du Sud de Stockholm, en  Suède.

## Histoire
Le district d'Östermalm était jusqu'au 30 juin 2023 un district du centre-ville de Stockholm comptant 83 057 habitants (2021). 
Il comprenait les quartiers d'Östermalm (à l'exception d'une petite partie à Roslagstull), Hjorthagen, Gärdet, Djurgården et Norra Djurgården.
À partir du 1er juillet 2023, les quartiers ont été inclus, avec Norrmalm et Vasastaden, dans la zone du quartier Norra innerstadens. 
Le quartier d'Östermalm, a été créé dans le cadre de la réforme du district en 1997.
Il a fusionné avec celui de Norrmalm en 2023 pour former le district de Norra innerstaden.

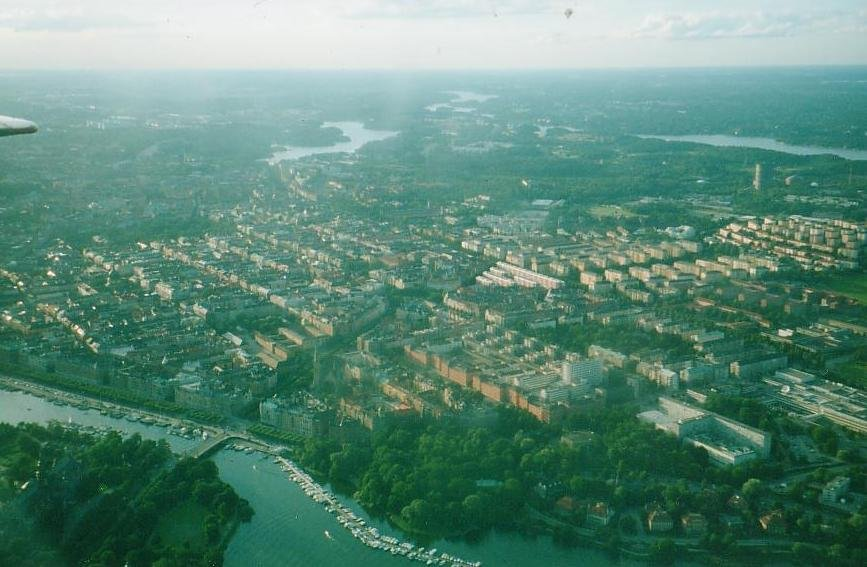
Vue aérienne d'Östermalm.